# Cis incanus
Cis incanus là một loài bọ cánh cứng trong họ Ciidae. Loài này được Rey miêu tả khoa học năm 1892.